# Tur keu prom likit
Tur keu prom likit è una serie televisiva thailandese, remake del taiwanese Ming zhong zhu ding wo ai ni.
La serie è andata in onda in Thailandia dal settembre al novembre 2017 ed è stata proposta anche nelle Filippine diventando la prima serie thailandese ad arrivare in questo paese.

## Trama
Sulla nave da crociera in partenza da Singapore si intrecciano le vicende di Pawut, giovane presidente ed erede di un importante gruppo industriale thailandese che vorrebbe chiedere alla fidanzata di sposarlo, e Wanida, impiegata un po' sbadata che sta cercando di conquistare il suo fidanzato, da lei invitato per la vacanza.
Per entrambi però le cose non vanno come sperato, mentre lei è debilitata dall'influenza lui si interessa di un'altra donna a bordo, lasciandola inebetita dai farmici a cercare la sua camera. Wanida entra per errore nella camera di Pawut crollando sul letto. Lo stesso Pawut, che aspettava l'arrivo della balleria Kaekai incontra a bordo alcuni gli operai di una fabbrica di recente acquisizione, questi con una scusa gli fanno bere un forte afrodisiaco sperando di coglierlo in atteggiamenti compromettenti con cui ricattarlo, e quando lui torna nella cabina e incontra Wanida addormentata la scambia per la fidanzata e fa l'amore con lei.
Il mattino dopo la verità viene a galla, Wanida e Pawut capiscono che non hanno giaciuto ciascuno col rispettivo partner, capendo che lei è entrata per errore nella sua camera. Tornata nella propria Wanida scopre il tradimento del fidanzato, che la umilia davanti alla donna conosciuta in crociera, lei è incapace di reagire, ma in suo aiuto intervenne proprio Pawut, che non potendo tollerare che un uomo tratti così una ragazza, la salva e porta via.
I due si confidano il rispettivo abbandono da parte dei fidanzati, infatti anche la ballerina non è salita a bordo, avendo ricevuto all'ultimo minuto un importante contratto per esibirsi a New York, lasciando quindi solo Pawut.
Col suo aiuto Wanida riesce ad ottenere le scuse del fidanzato, umiliato dal manager durante una partita di poker e i due tornano alle rispettive vite.
La notte trascorsa insieme, però, non è priva di conseguenze, dopo qualche mese, infatti, Wanida inizia a manifestare i sintomi della gravidanza e di non dirlo al padre, ma per una serie di circostanze lo scopre anche Pawut che la segue presso il suo villaggio natale, dove lei intende dirlo alla famiglia, che non accoglie benissimo la notizia.
La nonna di Pawut, chiamata dalla madre di lei, si dimostra tutt'altro che dispiaciuta della gravidanza, avendo ella lungamente sperato in un erede da parte del nipote per continuare la discendenza, acconsente quindi a salvare la fabbrica dei parenti di lei in cambio del loro matrimonio.
I due accettano, ma lui mette subito in chiaro che si tratterà di un matrimonio di sola facciata, essendoci nel suo cuore solamente Kaekai e facendo per questo firmare alla moglie un documento di divorzio in modo che possano separarsi una volta nato il bimbo, che rimarrebbe nella famiglia di lui. Desiderosa di fargli capire che non è stata tutta una messinscena per la fabbrica, Wanida accetta.
Nonostante il marito si rechi con lei ai corsi prenatali e lentamente si affezioni, i suoi umori sono molto altalenanti, preso nell'indecisione tra la nuova moglie e l'ombra incombente di Kaekai, alla quale non ha detto di essersi sposato. Nel frattempo Wanida si reca spesso a fare del volontariato presso un orfanotrofio dove conosce Taya, ex bambino della struttura e oggi artista di successo, in perenne ricerca della sorellina scomparsa durante l'infanzia. I due stringono una forte amicizia e Taya si dimostra gentile e premuroso nei suoi confronti scatenando la gelosia del marito.
È lui che soccorre Wanida quando questa ha un malore, mentre il marito si trova con la ex fidanzata, rientrata in Thailandia dopo essere stata esclusa dal balletto, questa situazione scatena l'ira della nonna, che accusa Pawut di essere il responsabile del malessere della moglie.
Pawut, che aveva deciso di dire tutto alla ballerina già da prima, ammette quanto accaduto, lasciandola per rimanere insieme a Wanida.
Tuttavia, dopo poco tempo e alcuni malesseri, gli viene diagnosticata la SLA (sclerosi lateriale amiotrofica), vinto dal peso di questa nuova responsabilità e desideroso di non farlo gravare anche sulla moglie, le comunica di volerla lasciare e accetta anche di lasciarle il bambino.
Fraintendendo e pensando che si tratti di un ritorno di fiamma con Kaekai, Wanida se ne va piangendo, ma poco dopo ha un incidente e viene investita da un'auto. Portata in ospedale d'urgenza, i medici chiedono a Pawut di firmare per abortire e salvare la vita della donna e Pawut accetta.
Distrutta dalla fine del rapporto con Pawut, di cui si era frattanto innamorata, e dalla perdita del bambino, Wanida lascia la Thailandia insieme a Taya per ricostruirsi una vita altrove e ritorna solo dopo tre anni.
All'estero è infatti diventata una pittrice di successo acquisendo indipendenza e sicurezza. Nonostante questo non ha ancora dimenticato l'ex marito, infatti non si è ancora decisa a sposare Taya nonostante questi sia innamorato di lei. Wanida e Pawut si incontrano varie volte per caso, entrambi fermamente dell'idea di non rivedersi, fino a quando l'ex capo di Wanida e legale di Pawut non la informa delle vere ragioni per le quali Pawut l'ha lasciata; Pawut nega fermamente, ma Wanida ormai sa tutto e lo incalza fino a quando lui ammette di averlo fatto per proteggerla e garantirle un futuro felice che lei sembra non cogliere nonostante la sofferenza alla quale lui si è sottoposto per concederglielo. Lo stress della situazione gli porta un nuovo collasso a seguito del quale viene repentinamente ricoverato in precarie condizioni.
Disperata Wanida si affida al suo bambino mai nato perché possa aiutarla a riportare indietro il padre del quale è ancora innamorata e si compie il miracolo: come in un sogno Pawut vede il figlioletto che gli intima di ritornare indietro e si sveglia con accanto Wanida, alla quale finalmente ammette il proprio amore ricambiato, inoltre i medici scoprono che la diagnosi fatta non era corretta e l'uomo non è affetto da SLA, ma da un'altra neuropatia meno grave e invalidante.
Frattanto Taya, disperato per aver capito di non avere alcuna chance con Wanida, si ubriaca e viene ritrovato svenuto da Kaekai che lo porta a casa propria, svegliatosi il ragazzo trova una fotografia di lei da piccola che riconosce come la sua sorellina dispersa, i due allora si confrontano con la madre di lei, che conferma che quando ha adottato la piccola, Kaekai era in ospedale per via di un incidente di macchina che le aveva fatto perdere la memoria, i due hanno quindi la possibilità di ricongiungersi e partecipano al nuovo matrimonio di Pawut e Wanida.

## Personaggi
Wanida: è una giovane impiegata presso uno studio legale, sbadata ma gentile, viene continuamente sfruttata dai colleghi che le rifilano i loro lavori. All'inizio della vicenda viene notata dal collega Thornwat, il quale si rivela però essere tutt'altro che serio, flirta infatti con lei e con altre donne e non esita a tradirla durante il viaggio che lei gli aveva regalato per trascorrere del tempo insieme.
La scoperta della gravidanza è per lei molto traumatica e dopo essere entrata nella famiglia di Pawut il suo animo gentile e remissivo, lontano dai conflitti dei familiari che cercando di accaparrarsi potere, la conduce spesso a lasciarsi imporre situazioni o pensieri altrui, anche indesiderati, specialmente da parte del marito che cerca disperatamente di compiacere, ma di cui non crede che otterrà mai l'affetto per via dell'ingombrante e quasi perfetta presenza della ex fidanzata Kaekai, diversamente si lega con una profonda amicizia a Taya, rendendosi però conto di essere incapace di amarlo.
Wanida è straziata dalla perdita del figlio in grembo al punto da voler lasciare la Thailandia e la famiglia per ricominciare una vita altrove, riscopre il suo talento per la pittura attraverso la quale esprime la propria solitudine, ma anche il desiderio di lottare di nuovo e in tre anni diventa un'affermata pittrice, carriera che la riporta nuovamente a casa per un'esposizione e dove reincontra l'ex marito mai dimenticato. Apprese le vere ragioni per le quali l'ha lasciata, Wanida si impone per la prima volta a lui, decisa a non lasciarlo nel momento del bisogno e anteponendo il proprio pensiero al desiderio di lui. Alla fine i due si riappacificano e si risposano.
Pawut: erede di un importante gruppo industriale, la sua unica famiglia è costituita dalla nonna, alla quale è molto legato al punto da farsi comandare da lei. I genitori sono entrambi morti, ma il padre prima della sua dipartita aveva concepito un figlio con un'altra donna. Pawut ha un carattere molto deciso e autoritario, ma quasi mai impulsivo, nonostante sia innamorato di Kaekai è molto deluso dai continui appuntamenti mancati di lei e, iniziata la vicenda con Wanida sebbene involontariamente, si lega sempre di più al suo carattere dolce e gentile. La sua indecisione nello scegliere tra la moglie e la ballerina lo porterà a diverse situazioni di fraintendimento e a rivalutare i sentimenti altrui.
A parte il rapporto con la moglie, Pawut vive continuamente sotto il microscopio degli altri parenti e azionisti del gruppo che non perdono occasione per criticare il suo operato per scalare la vetta di comando dell'azienda.
Dopo avergli diagnosticato la SLA, Pawut sceglierà di lasciar andare la moglie perché possa costruirsi un futuro felice come lui non sarebbe stato in grado di garantirle, questo comporterà per lui ulteriori sofferenze che sfogherà nel lavoro, deciso a mantenere questa condotta, spiegherà più volte a Wanida di aver deciso per entrambi sapendo di essere nel giusto, ma alla fine si renderà conto di non aver considerato mai i sentimenti di lei. Dopo il collasso alla sede dell'azienda si salverà grazie al miracoloso intervento del figlioletto mai nato, riuscendo finalmente ad accettare l'amore che gli viene offerto e ammettendo il proprio.
Taya: pittore di successo, da bambino era stato allevato in orfanotrofio insieme alla sorellina (anch'ella Wanida) poi scomparsa nel nulla. Adottato da una famiglia, si trasferirà a Londra iniziando la propria carriera. È molto religioso e spesso lo si trova all'orfanotrofio ad aiutare i bambini o a distrarli facendoli dipingere, lì incontrerà anche Wanida, legandosi profondamente a lei fino ad innamorarsene, la proteggerà e consolerà più volte quando gli atteggiamenti bruschi di Pawut la feriranno, anche portandola via con sé in Inghilterra dopo che la ragazza ha perso il bambino, ma alla fine capirà che lei è ancora innamorata dell'ex marito e la lascerà libera. Per caso scoprirà che la sorellina a lungo cercata è Kaekai, la ex fidanzata di Pawut.
Kaekai: ballerina classica e, all'inizio della storia, fidanzata di Pawut. Mentre si sta per imbarcare con lui sulla crociera viene contattata per esibirsi a New York e lei parte lasciandolo da solo a bordo per coronare il suo sogno di diventare una famosa étoile. Per vari mesi ignorerà della moglie e del figlio in arrivo di Pawut visto che questi non ha il coraggio di comunicarglielo. Deciderà di raggiungerlo per il suo compleanno, ma la sua fuga viene spifferata da una delle altre ballerine e in seguito a questo e ad un incidente viene allontanata dal balletto. Solo al suo ritorno in Thailandia scoprirà quando successo nel frattempo e Pawut la lascerà per poter stare insieme alla moglie. Cercherà di ricostruirsi una vita come insegnante di danza e, salvando per caso Taya, scoprirà che si tratta di suo fratello, del quale si era dimenticata in seguito all'incidente d'auto.
Darika e Supkorn: sono la matrigna e il fratellastro di Pawut, avuti dal padre dopo la morte della madre di lui e covano risentimento nei confronti di Pawut e della famiglia che li ha emarginati non essendo la legittima consorte e figlio. Entrambi cercheranno, sfruttando le buone intenzioni della nonna, di scalare la piramide dell'azienda di famiglia per prendere il posto di comando, senza però riuscirci. Nonostante questo Pawut deciderà di lasciare al fratellastro il posto qualora le sue condizioni si fossero aggravate.
Nonna: capofamiglia della casa di Pawut, è una donna decisa e pragmatica, in perenne desiderio di dare alla famiglia un erede con cui continuare la stirpe. Accoglierà di buon grado l'arrivo del piccolo di Wanida e si affezionerà a lei per il suo buon carattere, dicendole che è solo per quello che aveva acconsentito a farli sposare, perché con la sua gentilezza potesse ammorbidire il nipote.

## Distribuzioni internazionali
| Paese     | Canale/i    | Prima TV | Titolo adottato   |
| --------- | ----------- | -------- | ----------------- |
| Filippine | GMA Network | 2018     | You're My Destiny |

- MyDramaList Tur keu prom likit, su mydramalist.com.